# Mychajło Czyrko
Mychajło Kuźmycz Czyrko, ukr. Михайло Кузьмич Чирко, ros. Михаил Кузьмич Чирко, Michaił Kuźmicz Czirko (ur. w XX wieku, Ukraińska SRR) – ukraiński trener i sędzia piłkarski.

## Kariera trenerska
W latach 50. trenował zespół amatorski Trudowi Rezerwy Kijów, a w 1962 został zaproszony do sztabu szkoleniowego Arsenał Kijów. Potem prowadził kluby Desna Czernihów, Czajka Bałakława i Dnipro Krzemieńczuk. 

## Kariera sędziowska
Mieszkał w Kijowie i sędziował mecze piłkarskie Wysszej Ligi mistrzostw ZSRR.